# Alexei Dmitrijewitsch Chudjakow
Alexei Dmitrijewitsch Chudjakow (engl. Transkription Aleksey Khudyakov; * 31. März 1995) ist ein russischer Leichtathlet, der sich auf den Diskuswurf spezialisiert hat.

## Sportliche Laufbahn
Alexei Chudjakow tritt sei 2011 in Wettkämpfen im Diskuswurf an. 2013 siegte er bei den Russischen U20-Meisterschaften und trat anschließend im Juli bei den U20-Europameisterschaftenin Rieti an. Dabei zog er in das Finale ein, in dem er mit einer Weite von 57,66 m den sechsten Platz belegte. 2014 verteidigte er erfolgreich seinen nationalen U20-Meistertitel und reiste anschließend in die Vereinigten Staaten nach Eugene, um dort bei den U20-Weltmeisterschaften an den Start gehen zu können. In der Qualifikation erbrachte er mit 55,17 m allerdings seine schlechteste Saisonleistung und verpasste damit den Einzug in das Finale. 2015 trat er erstmals zu den Russischen Meisterschaften der Erwachsenen an und konnte auf Anhieb die Bronzemedaille gewinnen. In den folgenden Jahren steigerte er kontinuierlich seine Bestleistung, die seit 2019 aktuell bei 64,96 m liegt. 2017 wurde er erstmals Russischer Meister im Diskuswurf. Seitdem kamen 2018 und 2020 zwei weitere Titel bei nationalen Meisterschaften dazu. 
Seine im Jahr 2019 aufgestellte Bestleistung befähigte ihn bei den Weltmeisterschaften in Doha erstmals bei internationalen Meisterschaften im Erwachsenenbereich an den Start gehen zu können. Wenige Wochen nachdem er diese Weite aufstellte, erhielt er Ende Februar seine Berechtigung, um als einer der Authorised Neutral Athlete, jene Sportler, die für die Dauer der Sperrung des Russischen Verbandes, nationsunabhängig an internationalen Meisterschaften teilnehmen dürfen. In der Qualifikation kam er anschließend nicht über eine Weite von 61,27 m hinaus und schied damit vorzeitig aus. Einen Monat nach den Weltmeisterschaften trat Chudjakow bei den Militärweltspielen in Wuhan an und konnte dort die Silbermedaille gewinnen.

## Wichtige Wettbewerbe
| Jahr                                   | Veranstaltung             | Ort                  | Platz                | Disziplin            | Weite                |
| Startet für Russland                   | Startet für Russland      | Startet für Russland | Startet für Russland | Startet für Russland | Startet für Russland |
| -------------------------------------- | ------------------------- | -------------------- | -------------------- | -------------------- | -------------------- |
| 2013                                   | U20-Europameisterschaften | Rieti                | 6.                   | Diskuswurf           | 57,66 m              |
| 2014                                   | U20-Weltmeisterschaften   | Eugene               | 20.                  | Diskuswurf           | 55,17 m              |
| Startet als Authorised Neutral Athlete |                           |                      |                      |                      |                      |
| 2019                                   | Weltmeisterschaften       | Doha                 | 24.                  | Diskuswurf           | 61,27 m              |
| 2019                                   | Militärweltspiele         | Wuhan                | 2.                   | Diskuswurf           | 61,64 m              |

## Leistungsentwicklung
- 2012: 49,49 m
- 2014: 55,64 m
- 2015: 61,25 m
- 2016: 62,23 m
- 2017: 63,38 m
- 2018: 64,73 m
- 2019: 64,96 m